# Пириу-Маре
Пириу-Маре (рум. Pârâu Mare) — село у повіті Муреш в Румунії. Входить до складу комуни Ібенешть.
Село розташоване на відстані 272 км на північ від Бухареста, 41 км на північний схід від Тиргу-Муреша, 106 км на схід від Клуж-Напоки, 131 км на північ від Брашова.

## Населення
За даними перепису населення 2002 року у селі проживали 158 осіб, з них 157 осіб (99,4%) румунів. Рідною мовою 157 осіб (99,4%) назвали румунську.